# Anna Tèko
Anna Tèko, née le 15 septembre 1982 à Lokossa au Bénin, est une  auteure-compositrice-interprète béninoise d'afro-gospel. Elle chante depuis l'âge de 4 ans aussi bien sur scène que sur diverses productions musicales du Bénin dans les années 1986. Lauréate de plusieurs prix et distinctions sur le plan national et international, elle sort en août 2010 son premier album solo intitulé Ta douce voix et totalise en 2021 cinq albums,.

## Biographie
Anna Tèko a grandi depuis sa tendre enfance dans le milieu musical car sa mère et ses frères et sœurs sont tous des artistes musiciens.
Elle se fait remarquer lors de nombreux festivals au Bénin et dans la sous-région notamment dans sa chanson intitulée Vaccinez-vous !, produite par l'UNICEF, qui a servi de support pour une campagne de vaccination.
En 1998, elle enregistre un album intitulé Irikpe, ce qui veut dire Dieu avec les Tekstars, groupe gospel composé pour l'essentiel de ses frères et sœurs. Cette même année, elle anime les festivités du 50e anniversaire de l'Organisation mondiale de la santé (OMS) à Genève. L’année suivante, en mai 1999, elle participe à une comédie musicale grand public Terre des rois, Terre d'ébène de François Houessou. Cette comédie musicale fera aussi l'objet d'un album intitulé So Long. Elle continue de jouer jusqu’en 2000 dans de nombreuses comédies musicales dont particulièrement La forêt sacrée écrite par son frère aîné Just Tèko, lui aussi artiste-chanteur-compositeur.
Entre 2000 et 2001, elle est un personnage central d'un documentaire de 50 minutes Anna l'enchantée réalisé par Monique Phoba et sélectionné en compétition au FESPACO 2001. Le 7 octobre 2002, elle fait un duo avec l’artiste Lokua Kanza lors d’un concert intitulé Les enfants au cœur du NEPAD.
En 2006 elle sort un single pour l'unité des chrétiens intitulé Réconciliation, pour la promotion de la paix en Afrique et au Bénin.
En août 2009, elle se révèle au public antillais lors du concert le chant des syrenes, ainsi que dans l'émission télévisée Pays d'artistes et crée la même année une chorale intitulée Afro-Gospel pour mettre en valeur le gospel africain et antillais.
En août 2010, elle sort son premier album solo intitulé Ta douce voix produit par José Versol.

## Discographie
Albums
- 2010 : Ta douce voix (José Versol)Ta douce voix, le 1er album de Anna Tèko sorti Août 2010 qui la confirme comme une des plus grandes voix du Gospel.

1. "Ta douce voix"

- 2012 : Mon MiracleMon Miracle, le 2e album produit par de Anna Tèko elle-même sorte en septembre 2012, en tête des meilleures ventes d’albums aux Antilles.
- 2014 : Totale AdorationTotale Adoration, ce 3e album à la différence des deux précédents, est entièrement voué à l’adoration du Dieu.

1. Totale Adoration

- 2016 : Kafu KafuKafu Kafu, le 4e album « Kafu Kafu » qui veut dire louange, est entièrement réalisé au Bénin pour célébrer ses 30 ans de scène musicale.

1. Pardonne Moi

- 2018 : Un si grand amourUn si grand amour, le 5e album avec une grande tournée internationale.

## Distinctions
- 1997 : lauréate du Festival des Arts et de la Culture organisé à Cotonou par l'UNESCO, premier prix des meilleures chanteuses avec la chanson Paix dans le monde.
- 2015 : prix de la meilleure artiste du Bénin par la télévision nationale.